# The Yello Video
The Yello Video – kaseta wideo szwajcarskiego zespołu Yello, zawierająca teledyski ich największych przebojów. Wydana w 1989 roku przez wytwórnię PolyGram.

## Lista utworów
1. Bostich – 3:16
2. The Evening's Young – 3:27
3. Pinball Cha-Cha – 3:33
4. I Love You – 3:17
5. Lost Again – 3:52
6. Vicious Games – 3:33
7. Desire – 4:17
8. Goldrush – 3:50
9. Call It Love – 3:32
10. The Rhythm Divine – 3:31
11. Oh Yeah – 3:05
12. The Race – 3:40
13. Tied Up – 3:29